# Coos (fleuve)
Pour les articles homonymes, voir Coos.
Le Coos  (en anglais : Coos River) est un cours d'eau américain qui s'écoule dans le comté de Coos, dans l'Oregon. Ce fleuve se jette dans la baie Coos, une baie de l'océan Pacifique.